# Adria Mobil/2009
Deze pagina geeft een overzicht van de Adria Mobil wielerploeg in 2009.

## Transfers
| Inkomend        | Team 2008                       | Uitgaand           | Team 2009         |
| --------------- | ------------------------------- | ------------------ | ----------------- |
| Grega Bole      | Amica Chips-Knauf               | Robert Kišerlovski | Amica Chips-Knauf |
| Alessio Signego | NGC Medical-OTC Industria Porte | Grega Bole         | Amica Chips-Knauf |
| Robert Vrečer   | Radenska KD Financial Point     | Rok Grlic          | Onbekend          |
| Kristjan Fajt   | Perutnina Ptuj                  | Jure Zrimsek       | Onbekend          |
| Matej Gnezda    | Radenska-KD Financial Point     | Joze Senekovic     | Onbekend          |
|                 |                                 | Benjamin Cujnik    | Onbekend          |

## Renners
| Naam                     | Geboortedatum    | Nationaliteit | Ploeg 2008                      |
| ------------------------ | ---------------- | ------------- | ------------------------------- |
| Grega Bole (vanaf 05/08) | 13 augustus 1985 | Slovenië      | Amica Chips-Knauf               |
| Benjamin Cujnik          | 24 april 1988    | Slovenië      |                                 |
| Kristjan Fajt            | 7 mei 1982       | Slovenië      | Perutnina Ptuj                  |
| Matej Gnezda             | 12 januari 1979  | Slovenië      | Radenska-KD Financial Point     |
| Blaž Jarc                | 17 juli 1988     | Slovenië      |                                 |
| Marko Kump               | 9 september 1988 | Slovenië      |                                 |
| Uroš Murn                | 9 februari 1975  | Slovenië      |                                 |
| Tomaž Nose               | 21 april 1982    | Slovenië      |                                 |
| Alessio Signego          | 11 december 1983 | Italië        | NGC Medical-OTC Industria Porte |
| Miha Svab                | 20 april 1984    | Slovenië      |                                 |
| Robert Vrečer            | 8 oktober 1980   | Slovenië      | Radenska KD Financial Point     |
| Jure Zagar               | 23 februari 1987 | Slovenië      |                                 |
| Jure Zrimšek             | 20 januari 1982  | Slovenië      |                                 |

## Kalender (profwedstrijden)
| Wedstrijd                           | Datum               | Categorie |
| ----------------------------------- | ------------------- | --------- |
| Grote Prijs van de Etruskische Kust | 7 februari 2009     | 1.1       |
| Ronde van de provincie Grosseto     | 13-15 februari 2009 | 2.1       |
| Ronde van Friuli                    | 4 maart 2009        | 1.1       |
| Internationale Wielerweek           | 24-28 maart 2009    | 2.1       |
| GP Nobili Rubinetterie              | 18 april 2009       | 1.1       |
| Ronde van Trentino                  | 22-25 maart 2009    | 2.1       |
| GP Industria & Artigianato-Larciano | 2 mei 2009          | 1.1       |
| Ronde van Toscane                   | 3 mei 2009          | 1.1       |
| GP van Kranj                        | 30 mei 2009         | 1.1       |
| Memorial Marco Pantani              | 6 juni 2009         | 1.1       |
| Ronde van Slovenië                  | 18-21 juni 2009     | 2.1       |
| GP Industria & Commercio di Prato   | 6 augustus 2009     | 1.1       |

## Overwinningen
| Wedstrijd                                   | Datum            | Categorie | Winnaar       |
| ------------------------------------------- | ---------------- | --------- | ------------- |
| 2e etappe Istrian Spring Trophy             | 13 maart 2009    | 2.2       | Marko Kump    |
| 2e etappe Grote Prijs van Saguenay          | 5 juni 2009      | 2.Ncup    | Marko Kump    |
| 4e etappe Ronde van Slovenië                | 21 juni 2009     | 2.1       | Marko Kump    |
| Sloveens kampioenschap wielrennen op de weg | 28 juni 2009     | NK        | Blaž Jarc     |
| Kroatië-Slovenië                            | 6 september 2009 | 1.2       | Robert Vrečer |
| 3e etappe Ronde van de Toekomst             | 7 september 2009 | 2.Ncup    | Marko Kump    |
| 7e etappe Ronde van Hainan                  | 17 november 2009 | 2.HC      | Grega Bole    |

2005 · 2006 · 2007 · 2008 · 2009 · 2010 · 2011 · 2012 · 2013 · 2014 · 2015 · 2016